# Сакалов (потік)
Сакалов (словац. Sakalov) — річка в Словаччині, ліва притока Малатінського потоку, протікає в окрузі Дольни Кубін.
Довжина приблизно 3.2-3.5 км. Витік знаходиться в масиві Скорушинські гори (геоморфологічна підодиниця Копец; схил гори Дєл) — на висоті близько 855 метрів. Протікає територією села Хлебниці.
Впадає в Малатінський потік на висоті приблизно 600 метрів.